# Liste der Naturdenkmale in Wirschweiler
Die Liste der Naturdenkmale in Wirschweiler nennt die im Gemeindegebiet von Wirschweiler ausgewiesenen Naturdenkmale (Stand 15. Juli 2013).

## Naturdenkmale
| Nr.         | Bezeichnung      | Lage                         | Beschreibung          | Bild                                    |
| ----------- | ---------------- | ---------------------------- | --------------------- | --------------------------------------- |
| ND-7134-438 | Zwei alte Linden | Hauptstraße, bei Nr. 17 Lage | Tilia sp., zwei Bäume | Direkt Bild zu diesem Denkmal hochladen |

## Ehemalige Naturdenkmale
| Nr. | Bezeichnung    | Lage                                          | Beschreibung                             | Bild                                    |
| --- | -------------- | --------------------------------------------- | ---------------------------------------- | --------------------------------------- |
|     | Kaiserinfichte | nördlich des Ortes; Abteilung Geisenwies Lage | Picea abies; Rechtsverordnung aufgehoben | Direkt Bild zu diesem Denkmal hochladen |